# Нильсон, Ларс Фредерик
Ларс Фредерик Ни́льсон (швед. Lars Fredrik Nilson; 27 мая 1840, Шёнберга — 14 мая 1899, Стокгольм) — шведский химик, открывший в 1879 году скандий.
В 1866 году окончил Упсальский университет, после чего работал там же ассистентом. С 1878 года — профессор по кафедре аналитической химии. В 1882 году занял должность директора опытных полей в Сельскохозяйственной академии в Стокгольме.
Основные работы Нильсона связаны с изучением редких элементов. В 1879 г. он открыл элемент скандий, атомная масса и свойства которого соответствовали предсказанному (1870) Д. И. Менделеевым «экабору». Это открытие, наряду с открытием галлия (П. Э. Лекок де Буабодран, 1875) и германия (К. А. Винклер, 1885) способствовало утверждению периодического закона, сформулированного в 1869 г. Д. И. Менделеевым.
Также Нильсон изучал плотность газов металлов, что позволило определить валентность многих металлов. Нильсон совместно со шведским химиком С. О. Петерсоном определил (1884) плотность пара хлорида бериллия и установил точную атомную массу бериллия (9.1, а не 13.5, как это принимали ранее), что позволило окончательно отнести его ко второй группе периодической системы элементов. Они же определили плотность паров хлоридов ряда других элементов: германия, титана, алюминия, хрома, галлия и индия. Нильсон занимался также исследованием спектров поглощения редких элементов. Получил чистый торий (1883), а также титан (1887) восстановлением их хлоридов металлическим натрием в стальном автоклаве.
В области сельскохозяйственной химии Нильсон работал над применением минеральных удобрений, культурой свеклы в Швеции, исследовал гумус и кормовые растения.